# Digitalis isabelliana
Digitalis isabelliana är en grobladsväxtart som först beskrevs av Philip Barker Webb och Berth., och fick sitt nu gällande namn av Lindinger. Digitalis isabelliana ingår i släktet fingerborgsblommor, och familjen grobladsväxter. Inga underarter finns listade i Catalogue of Life.

## Bildgalleri

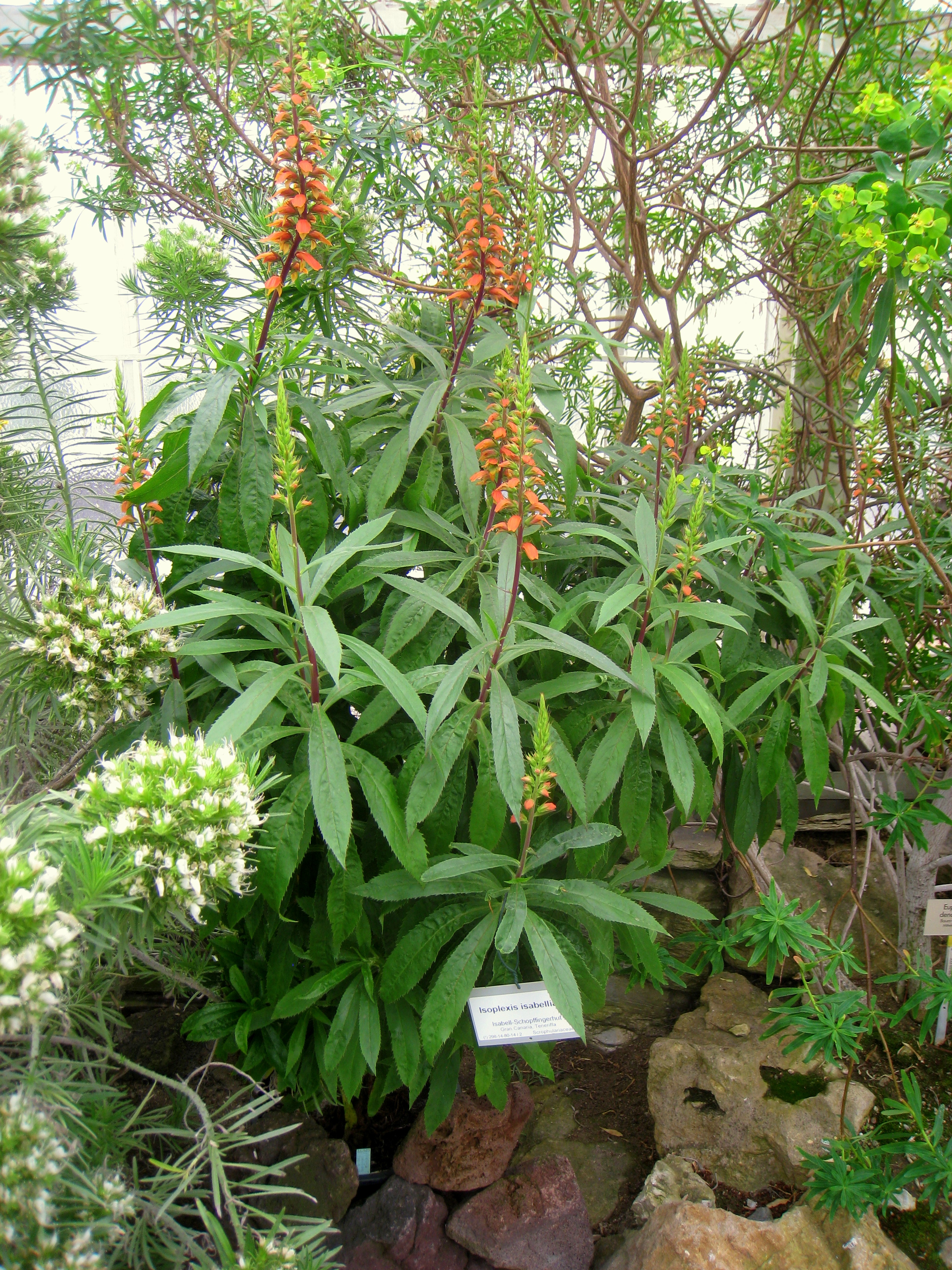
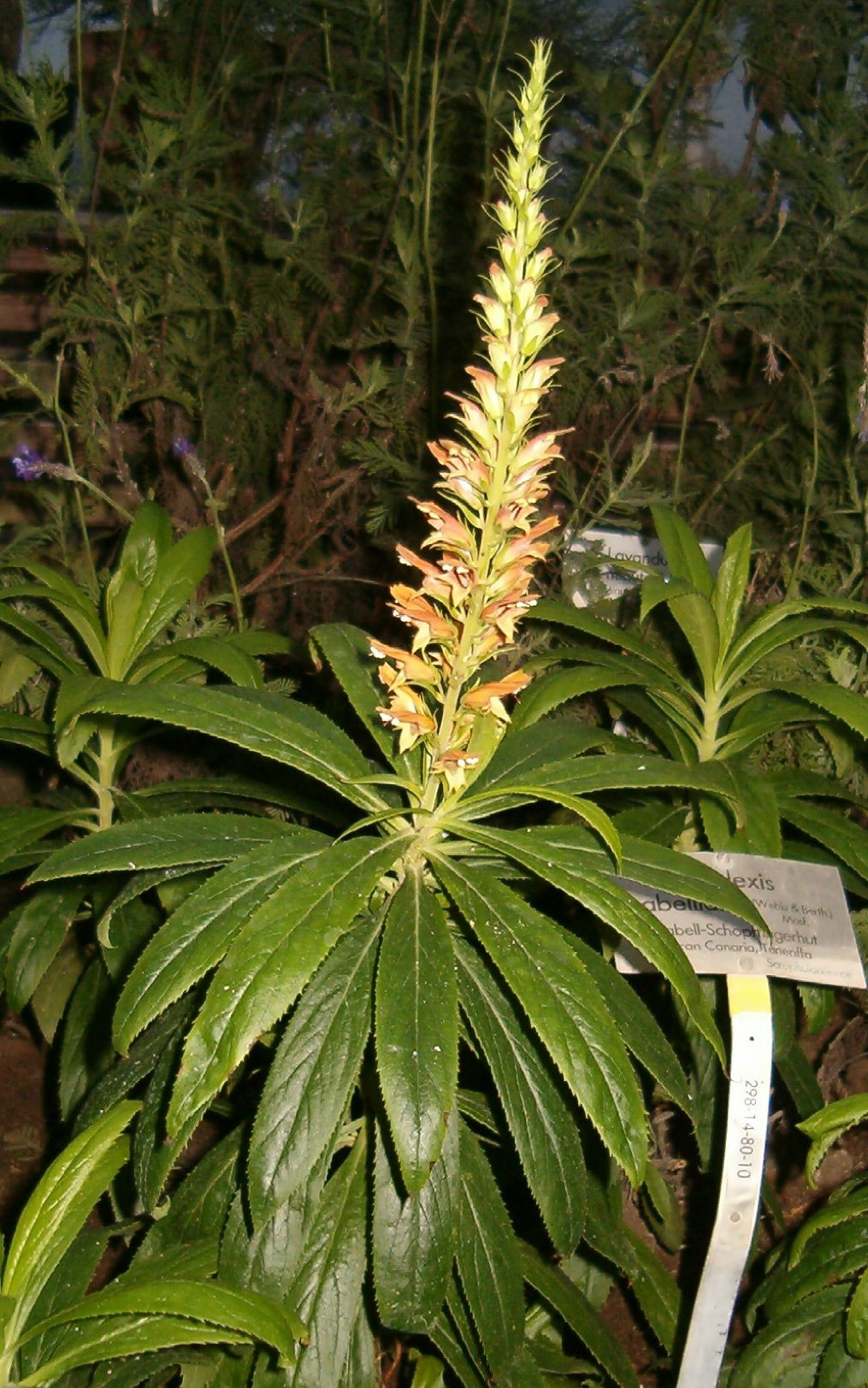
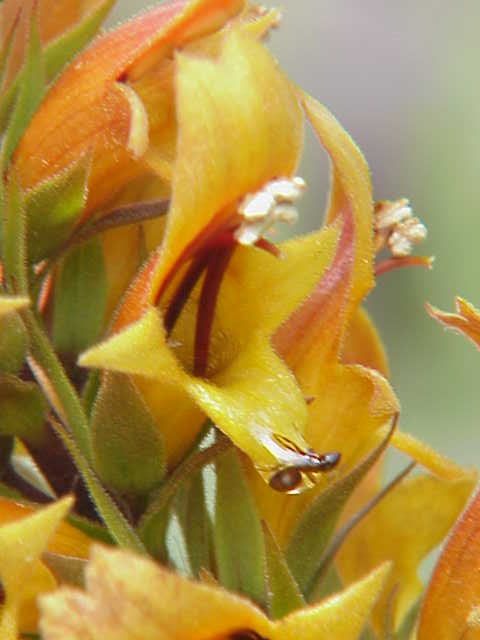